# Список произведений Роберта Шумана
Ниже представлен список всех изданных произведений Роберта Шумана. Произведения сгруппированы по жанрам.
Внутри жанровых групп названия расположены по опусам. Произведения, не имеющие опусного обозначения, в том числе изданные посмертно, упоминаются в конце каждой группы.
Справка о каждом опусе содержит: а) русский перевод названия, b) полное название опуса на языке оригинала, с) обозначение опуса, дату создания, посвящение, d) перечень всех пьес или частей, входящих в данный опус, — сначала на языке оригинала, затем в русском переводе (общепринятые иностранные обозначения темпов, характера частей и тональностей не переводятся). Рядом с русским названием отдельных вокальных пьес в скобках назван автор литературного текста; в случае, если весь цикл написан на стихи одного поэта, имя последнего упоминается один раз вместе с общим названием опуса.
При переводах названий по возможности учтены русские издания Шумана.
В основу настоящего списка положено академическое полное собрание сочинений Роберта Шумана в четырнадцати сериях, изданное под редакцией Клары Шуман (Robert Schumanns sämtliche Werke. Herausgegeben von Clara Schumann. Breitkopf und Härtel, Leipzig, 1879—1893) и другие академические издания[какие?].

## I. Фортепианные произведения

### 1. В две руки
- Тема на имя Abegg. Вариации для фортепиано.  Thème sur le nom «Abegg». Varié pour le pianoforte. Op. 1, 1830. Посв.: мадемуазель Паулине графине д’Абегг.
- Бабочки. Papillons. Ор. 2, 1830—1831. Посв.: Терезе, Розалии, Эмилии[1].
Introduzione. Интродукция. 1. (D-dur). 2. Prestissimo (Es-dur). 3. (fis-moll). 4. Presto (A-dur). 5. (B-dur). 6. (d-moll). 7. Semplice (f-moll). 8. (cis-moll). 9. Prestissimo (b-moll). 10. Vivo, Più lento (C-dur). 11. (D-dur). 12. Finale (D-dur).
- Этюды для фортепиано по каприсам Паганини. Studien für das Pianoforte nach Capricen von Paganini bearbeitet. Ор. 3, 1832.
Vorwort. Предисловие. 1. Agitato (a-moll). 2. Allegretto (E-dur). 3. Andante (C-dur). 4. Allegro (B-dur).5. Lento (Es-dur). 6. Molto Allegro (g-moll).
- Intermezzi. Интермеццо.  Op. 4, 1832. Посв.: И. Калливоде.
1. Allegro quasi maestoso (A-dur). 2. Presto a capriccio (e-moll). 3. Allegro marcato (a-moll). 4. Allegro semplice (C-dur). 5. Allegro moderato (d-moll). 6. Allegro (h-moll).
- Экспромты на тему Клары Вик.  Impromptus über ein Thema von Clara Wieck. Op. 5, 1833 (1-я ред.), 1850 (2-я ред.). Тема и десять вариаций.
- Давидсбюндлеры. 18 характерных пьес.  Die Davidsbündler. 18 Charakterstücke. Первоначальное название: Davidsbündlertänze. Танцы давидсбюндлеров. Ор. 6, 1837. Посв.: Вальтеру фон Гёте[2] «Флорестаном и Евсебием».
1. Lebhaft (G-dur). 2. Innig (h-moll). 3. Mit Humor (G-dur). 4. Ungeduldig (h-moll). 5. Einfach (D-dur). 6. Sehr rasch (d-moll). 7. Nicht schnell (g-moll). 8. Frisch (c-moll). 9. Lebhaft (C-dur). 10. Balladenmäßig. Sehr rasch (d-moll). 11. Einfach (D-dur). 12. Mit Humor (e-moll — E-dur). 13. Wild und lustig (h-moll). 14. Zart und singend (Es-dur). 15. Frisch (B-dur). 16. Mit gutem Humor (G-dur). 17. Wie aus der Ferne (H-dur —h-moll). 18. Nicht schnell (C-dur).
- Токката.  Toccata. Ор. 7, 1830 (1-я ред.), 1833 (2-я ред.). Посв.: Людвигу Шунке.
- Allegro.  Op. 8 (h-moll), 1831. Посв.: баронессе Эрнестине фон Фриккен.
- Карнавал. Маленькие сцены, написанные на четыре ноты.  Carnaval. Scène mignonnes sur quatre notes. Ор. 9, 1834—1835. Посв.: Каролю Липинскому[3].
1. Préambule. Преамбула. 2. Pierrot. Пьерро. 3. Arlequin. Арлекин. 4. Valse noble. Благородный вальс. 5. Eusebius. Евсебий. 6. Florestan. Флорестан. 7. Coquette. Кокетка. 8. Réplique. Реплика. 9. Papillons. Бабочки. 10. A. S. С. H.— S. С. H. A. Lettres dansantes. Танцующие буквы. 11. Chiarina. Киарина. 12. Chopin. Шопен. 13. Estrella. Эстрелла. 14. Reconnaissance. Узнавание. 15. Pantalon et Colombine. Панталон и Коломбина. 16. Valse allemande. Немецкий вальс. 17. Paganini. Паганини (Intermezzo). 18. Aveu. Признание. 19. Promenade. Прогулка. 20. Pause. Пауза. 21. Marsche des Davidsbündler contre les Philistins. Марш давидсбюндлеров против филистеров.
- Шесть концертных этюдов по каприсам Паганини.  Sechs Etudes de concert composées d’après des Caprices de Paganini. Ор. 10, 1833.
1. Allegro molto (As-dur). 2. Non troppo lento (g-moll). 3. Vivace (g-moll). 4. Maestoso (c-moll). 5. (h-moll). 6. Sostenuto (e-moll).
- Соната для фортепиано (№ 1, fis-moll).  Pianoforte-Sonate. Op. 11, 1833—1835., Посв.: «Кларе Флорестаном и Евсебием».
1. Introduzione. Allegro vivace. 2. Aria. 3. Scherzo e Intermezzo. 4. Finale.
- Фантастические пьесы.  Phantasiestücke. Op. 12, 1837. Посв.: Анне Робене Лэдлоу.
1. Des Abends. Вечером. 2. Aufschwung. Порыв. 3. Warum? Почему? 4. Grillen. Причуды. 5. In der Nacht. Ночью. 6. Fabel. Басня. 7. Traumes Wirren. Бессвязные сновидения. 8. Ende vom Lied. Конец песни.
- 12 симфонических этюдов.  XII Etudes symphoniques. Op. 13, 1-я ред.—1834, 2-я ред. под названием Etudes en forme de Variations — Этюды в форме вариаций — 1852. Посв.: Уильяму Стерндейлу Беннетту.
- Третья большая соната.  Dritte grosse Sonate (f-moll). Первоначальное название — «Концерт без оркестра». Ор. 14, 1835—1836. Посв.: Игнацу Мошелесу.
1. Allegro. 2. Scherzo. 3. Quasi Variationi. 4. Prestissimo possibile.
- Детские сцены.  Легкие пьесы для фортепиано. Kinderszenen. Leichte Stücke für das Pianoforte. Ор. 15, 1838.
1. Von fremden Ländern und Menschen. О чужих странах и людях. 2. Kuriose Geschichte. Забавная история. 3. Hasche-Mann. Игра в жмурки. 4. Bittendes Kind. Просящее дитя. 5. Glückes genug. Полное удовольствие. 6. Wichtige Begebenheit. Важное происшествие. 7. Träumerei. Грезы. 8. Am Kamin. У камина.9. Ritter vom Steckenpferd. Верхом на палочке. 10. Fast zu ernst. Почти серьёзно. 11. Fürchtenmachen. Пугание. 12. Kind im Einschlummern. Засыпающий ребёнок. 13. Der Dichter spricht. Поэт говорит.
- Крейслериана. Фантазии[вд]. Kreisleriana. Phantasien. Op. 16, 1838. Посв.: Фредерику Шопену.
1. Äußerst bewegt (d-moll). 2. Sehr innig und nicht zu rasch (B-dur). 3. Sehr aufgeregt (g-moll). 4. Sehr langsam (B-dur). 5. Sehr lebhaft (g-moll). 6. Sehr langsam (B-dur). 7. Sehr rasch (c-moll). 8. Schnell und spielend (g-moll).
- Фантазия.  Phantasie. Op. 17 (C-dur), 1836—1838. Посв.: Францу Листу.
[1] Durchaus phantastisch und leidenschaftlich vorzutragen. [2] Mäßig. Durchaus energisch. [3] Langsam getragen. Durchweg leise zu halten.
- Арабеска.  Arabeske. Ор. 18, 1839. Посв.: «Frau Majorin F. Serre auf Maxen» (г-же Серре)[4].
- Blumenstück[5]. Op. 19, 1839. Посв.: «Frau Majorin F. Serre auf Maxen» (г-же Серре).
- Юмореска. Humoreske. Op. 20, 1839. Посв.: Юлии Вебенау, урожденной Барони-Кавалькабо[6].
[1] Einfach (B-dur). [2] Hastig (g-moll). [3] Einfach und zart (g-moll). [4] Innig (B-dur). [5] Sehr lebhaft (g-moll). [6] Zum Beschluß (B-dur).
- Новеллетты.  Novelletten. Op. 21, 1838. Посв.: Адольфу Хензельту.
1. Markiert und kräftig (F-dur). 2. Äußerst rasch und mit Bravour (D-dur). 3. Leicht und mit Humor (D-dur). 4. Ballmäßig. Sehr munter (D-dur). 5. Rauschend und festlich (D-dur). 6. Sehr lebhaft, mit vielem Humor (A-dur). 7. Äußerst rasch (E-dur). 8. Sehr lebhaft (fis-moll —D-dur).
- Вторая соната для фортепиано.  Zweite Sonate für das Pianoforte (g-moll). Op. 22, 1833—1835, новый финал — 1838. Посв.: Генриетте Фойгт.
1. So rasch wie möglich. 2. Andantino. 3. Scherzo. 4. Rondo.
- Nachtstücke.  Ночные пьесы. Op. 23, 1839. Посв.: Ф. А. Беккеру.
1. Mehr langsam, oft zurückhaltend (C-dur). 2. Markiert und lebhaft (F-dur). 3. Mit großer Lebhaftigkeit (Des-dur). 4. Einfach (F-dur).
- Венский карнавал. Фантастические картины.  Faschingsschwank aus Wien. Phantasiebilder. Op. 26, 1839. Посв.: Симонину де Сир[7].
1. Allegro. 2. Romanze. 3. Scherzino. 4. Intermezzo. 5. Finale.
- Три романса для фортепиано.  Drei Romanzen für das Pianoforte. Op. 28. 1838—1839. Посв.: графу Г. Ройс-Кёстриц[8].
1. Sehr markiert (b-moll). 2. Einfach (Fis-dur). 3. Sehr markiert (H-dur).
- Четыре фортепианных пьесы. Скерцо, Жига, Романс и Фугетта.  Vier Klavierstücke. Scherzo, Gigue, Romanze und Fughetta. Op. 32. 1828—1839. Посв.: Амалии Риффель[9]
- Этюды для педального фортепиано.  Studien für den Pedalflügel. Ор. 56, 1845. Посв.: «Моему учителю И. Г. Кунтшу».
1. Nicht zu schnell (C-dur). 2. Mit innigem Ausdruck (a-moll). 3. Andantino (E-dur). 4. Innig (As-dur). 5. Nicht zu schnell (h-moll). 6. Adagio (H-dur).
- Эскизы для педального фортепиано.  Skizzen für den Pedalflügel. Op. 58, 1845.
1. Nicht schnell und sehr markiert (c-moll). 2. Nicht schnell und sehr markiert (C-dur). 3. Lebhaft (f-moll). 4. Allegretto (Des-dur).
- Шесть фуг на имя «Bach» для органа или педального фортепиано.  Sechs Fugen über den Namen «Bach» für Orgel oder Pianoforte mit Pedal. Ор. 60, 1845.
1. Langsam (B-dur). 2. Lebhaft (B-dur). 3. Mit sanften Stimmen (g-moll). 4. Mäßig, doch nicht zu langsam (B-dur). 5. Lebhaft (F-dur). 6. Mäßig, nach und nach schneller (B-dur).
- Альбом для юношества. 43 фортепианные пьесы.  Album für die Jugend. 43 Klavierstücke. Ор. 68, 1848.
1. Melodie. Мелодия. 2. Soldatenmarsch. Марш солдатиков. 3. Trällerliedchen. Песенка. 4. Ein Choral («Freue dich, o meine Seele»). Хорал. 5. Stückchen. Пьеска. 6. Armes Waisenkind. Бедный сиротка. 7. Jägerliedchen. Охотничья песенка. 8. Wilder Reiter. Смелый наездник. 9. Volksliedchen. Народная песенка. 10. Fröhlicher Landmann, von der Arbeit zurückkehrend. Веселый крестьянин, возвращающийся с работы. 11. Sizilianisch. Сицилийская песенка. 12. Knecht Ruprecht. Дед Мороз. 13. «Mai, lieber Mai». «Май, милый май». 14. Kleine Studie. Маленький этюд. 15. Frühlingsgesang. Весенняя песня. 16. Erster Verlust. Первая утрата. 17. Kleiner Morgenwanderer. Маленький утренний путешественник. 18. Schnitterliedchen. Песенка жнецов. 19. Kleine Romanze. Маленький романс. 20. Ländliches Lied. Деревенская песня. 21. [Langsam und mit Ausdruck zu spielen]. 22. Rundgesang. Хороводная песня. 23. Reiterstück. Всадник. 24. Ernteliedchen. Песенка жнецов во время сбора урожая. 25. Nachklänge aus dem Theater. Отзвуки театра. 26. [Nicht schnell, hübsch vorzutrangen]. 27. Kanonisches Liedchen. Песенка в канонической форме. 28. Erinnerung. Воспоминание. 29. Fremder Mann. Незнакомец. 30. [Sehr langsam]. 31. Kriegslied. Военная песня. 32. Shecherazada. Шехеразада. 33. «Weinlesezeit — fröhliche Zeit». «Время сбора винограда — веселое время». 34. Thema. Тема. 35. Mignon. Миньона. 36. Lied italienischer Marinari. Песня итальянских моряков. 37. Matrosenlied. Песня матросов. 38. Winterszeit I. Зимняя пора I. 39. Winterszeit II. Зимняя пора II. 40. Kleine Fuge. Маленькая фуга. 41. Nordisches Lied. Северная песня. 42. Figurierter Choral. Фигурированный хорал. 43. Sylvesterlied. Новогодняя песня.
- Четыре фуги.  Vier Fugen. Ор. 72, 1845. Посв.: Карлу Райнеке[10].
1. d-moll, 2. d-moll, 3. f-moll, 4. F-dur.
- Четыре марша (для фортепиано).  Vier Märsche (für das Pianoforte). Op. 76. 1849.
1. Mit größter Energie (Es-dur). 2. Sehr kräftig (g-moll). 3. Lager-Scene. Sehr mäßig (B-dur). 4. Mit Kraft und Feuer (Es-dur).
- Лесные сцены. Девять фортепианных пьес.  Waldscenen. Neun Klavierstücke. Ор. 82, 1848—1849. Посв.: фройляйн Аннетте Пройсер[11].
1. Eintritt. Вступление. 2. Jäger auf der Lauer. Охотник в засаде. 3. Einsame Blumen. Одинокие цветы. 4. Verrufene Stelle. Проклятое место. 5. Freundliche Landschaft. Приветливый ландшафт. 6. Herberge. Ночлег / Приют. 7. Vogel als Prophet. Вещая птица. 8. Jagdlied. Охотничья песня. 9. Abschied. Прощание.
- Пестрые листки. Четырнадцать пьес.  Bunte Blätter. Vierzehn Stücke. Op. 99, 1836—1849.. Посв.: «Miss Mary Potts».
1—3. Drei Stücklein. Три пьески. 4—8. Albumblätter. Листки из альбома. 9. Novellette. Новеллетта. 10. Präludium. Прелюдия. 11. Marsch. Марш. 12. Abendmusik. Вечерняя музыка. 13. Scherzo. 14. Geschwind-marsch. Быстрый марш.
- Три фантастические пьесы.  Drei Phantasiestücke. Op. 111, 1851. Посв.: княгине Ройс-Кёстриц.
1. Sehr rasch, mit leidenschaftlichem Vortrag (c-moll). 2. Ziemlich langsam (As-dur). 3. Kräftig und sehr markiert (c-moll).
- Три фортепианные сонаты для юношества. Drei Klavier-Sonaten für die Jugend. Op. 118, 1853.
№ 1. Kinder-Sonatein G-dur. Соната для детей в G-dur «На память Юлии». I. Allegro. II. Thema mit Variationen. Тема с вариациями. III. Puppen-Wiegenlied. Колыбельная куклы. IV. Rondoletto.
№ 2. Sonate in D-dur. «На память Элизе». I. Allegro. II. Canon. III. Abendlied. Вечерняя песня. IV. Kindergesellschaft. Детское общество.
№ 3. Sonate in C-dur. «Посвящается Марии». I. Allegro. II. Andante. III. Zigeunertanz. Цыганский танец. IV. Traum eines Kindes. Мечта ребёнка[12].
- Листки из альбома.  20 фортепианных пьес. Albumblätter. 20 Klavierstücke. Op. 124, 1832—1845. Посв.: Альме Вазилевски[13].
1. Impromptu. Экспромт. 2. Leides Ahnung. Горестное предчувствие. 3. Scherzino. 4. Walzer. Вальс. 5. Phantasietanz. Фантастический танец. 6. Wiegenliedchen. Колыбельная песенка. 7. Ländler. Лендлер. 8. Leid ohne Ende. Беспредельная скорбь. 9. Impromptu. Экспромт. 10. Walzer. Вальс. 11. Romanze. Романс. 12. Burla. Шутка. 13. Larghetto. 14. Vision. Видение. 15. Walzer. Вальс. 16. Schlummerlied. Колыбельная песня. 17. Elfe. Эльф. 18. Botschaft. Послание. 19. Phantasiestück. Фантастическая пьеса. 20. Kanon.
- Семь фортепианных пьес в форме фугетт.  Sieben Klavierstücke in Fughettenform. Ор. 126, 1853. Посв.: Розалии Лезер[14].
1. Nicht schnell, leise vorzutragen (a-moll). 2. Mäßig (d-moll). 3. Ziemlich bewegt (F-dur). 4. Lebhaft (d-moll). 5. Ziemlich langsam, empfindungsvoll vorzutragen (a-moil). 6. Sehr schnell (F-dur). 7. Langsam, ausdrucksvoll (a-moll).
- Утренние песни. Пять пьес. Gesänge der Frühe. Fünf Stücke. Op. 133, 1853. Посв.: «Возвышенной поэтессе (hohen Dichterin) Беттине»[15].
1. Im ruhigen Tempo (D-dur). 2. Belebt, nicht zu rasch (D-dur). 3. Lebhaft (A-dur). 4. Bewegt (fis-moll). 5. Im Anfange ruhiges, im Verlauf bewegtes Tempo (D-dur).
- Скерцо для фортепиано f-moll.  Scherzo für Pianoforte. Первоначально — Скерцо I для «Концерта без оркестра» ор. 14, 1836.
- Presto для фортепиано.  Presto für Pianoforte (g-moll). Первоначально — Финал из сонаты ор. 22, 1835.
- Канон на тему «An Alexis». Kanon über «An Alexis». Опубликован Ю. Кнорром.
- Тема в Es-dur (сочиненная 17 февраля 1854 года) и вариации для фортепиано.  Thema in Es-dur (vom 17. Februar 1854) und Variationen für Klavier. Изданы в 1939 году Карлом Гайрингером. (Тема впервые опубликована в Полном собрании сочинений Р. Шумана, изданном Кларой Шуман, серия XIV, дополнительный том, 1893, отредактирован Йоханнесом Брамсом).

### 2. Для двух фортепиано и в четыре руки
- Анданте и вариации для двух фортепиано.  Andante und Variationen für zwei Pianoforte. Ор. 46, 1843. Посв.: «Fräulein Harriet Parish in Hamburg»[16]. В первоначальной версии — Анданте и вариации для двух фортепиано, двух виолончелей и валторны. Конец января 1843 года. Опубликовано в дополнительном томе (XIV) Полного собрания сочинений Р. Шумана.
- Шесть экспромтов для фортепиано в четыре руки.  Bilder aus dem Osten. Sechs Impromptus für das Pianoforte zu vier Händen. Восточные картины. Ор. 66, 1848[17]. Посв.: Лиде Бендеман, урожденной Шадов[18]. Циклу предпослано предисловие автора.
1. Lebhaft (b-moll). 2. Nicht schnell und sehr gesangvoll zu spielen (Des-dur). 3. Im Volkston (Des-dur). 4. Nicht schnell (b-moll). 5. Lebhaft (f-moll). 6. Ruhig andächtig (b-moll).
- Двенадцать четырехручных фортепианных пьес для маленьких и больших детей.  Zwölf vierhändige Klavierstücke für kleine und große Kinder. Ор. 85, 1849[19].
[1] Geburtstagsmarsch. Марш ко дню рожденья. [2] Bärentanz. Танец медведя. 13] Gartenmelodie. Мелодия в саду. [4] Beim Kränzewinden. При плетении венка. [5] Kroatenmarsch. Хорватский марш. [6] Trauer. Траур. [7] Turniermarsch. Марш во время состязания. [8] Reigen. Хоровод. [9] Am Springbrunnen. У фонтана. [10] Versteckens. Прятки. [11] Gespenstermärchen. Сказки с привидениями. [12] Abendlied. Вечерняя песня.
- «Бальные сцены» для фортепиано и четыре руки.  Ballszenen für Pianoforte zu vier Händen. Ор. 109, 1851. Посв.: Генриетте Рейхман[20].
1. Préambule. Преамбула. 2. Polonaise. Полонез. 3. Walzer. Вальс. 4. Ungarisch. Венгерская. 5. Française. Французская. 6. Mazurka. Мазурка. 7. Ecossaise. Экосез. 8. Walzer. Вальс. 9. Promenade. Прогулка.
- Детский бал. Шесть легких танцевальных пьес в четыре руки для фортепиано.  Kinderball. Sechs leichte Tanzstücke zu vier Händen für das Pianoforte. Op. 130, 1853.[19]
[1] Polonaise. Полонез. [2] Walzer. Вальс. [3] Menuett. Менуэт. [4] Ecossaise. Экосез. [5] Française. Французский (контрданс). [6] Ringelreihe. Хоровод.
- Восемь полонезов для фортепиано в четыре руки.  Acht vierhändige Polonaisen. 1828. Изданы в 1933 году Карлом Гейрингером.

## II. Симфонические произведения

### 1. Симфонии
- Первая симфония.  Erste Symphonie (B-dur, так называемая «Весенняя»). Ор. 38, 1841. Посв.: королю Саксонии Фридриху Августу.
1. Andante un poco maestoso. Allegro molto vivace. 2. Larghetto. 3. Scherzo. 4. Allegro animato e grazioso.
- Вторая симфония. Zweite Symphonie (C-dur). Op. 61, 1845—1846. Посв.: королю Швеции и Норвегии Оскару I.
1. Sostenuto assai. Allegro ma non troppo. 2. Scherzo. 3. Adagio espressivo. 4. Allegro molto vivace.
- Третья симфония.  Dritte Symphonie (Es-dur, так называемая «Рейнская»). Op. 97, 1850.
1. Lebhaft. 2. Scherzo. 3. Nicht schnell. 4. Feierlich. 5. Lebhaft.
- Четвертая симфония.  Vierte Symphonie (d-moll). Op. 120, 1841 (1-я ред.), 1851 (2-я ред.).
1. Ziemlich langsam. Lebhaft. 2. Romanze. 3. Scherzo. 4. Langsam. Lebhaft.

### 2. Увертюры
- Увертюра, скерцо и финал для оркестра.  Ouvertüre, Scherzo und Finale für Orchester (E-dur). Op. 52, 1841 (1-я ред.), 1845 (2-я ред.). Посв.: И. Г. Верхулсту.
- Увертюра к опере «Геновева».  Ouvertüre zu der Oper Genoveva (c-moll). Ор. 81, 1847—1848.
- Увертюра к «Мессинской невесте» Шиллера.  Ouvertüre zu Schillers «Braut von Messina» (c-moll). Op. 100, 1850—1851.
- Увертюра к «Манфреду».  Ouvertüre zu Manfred (es-moll). Op. 115, 1848.
- Праздничная увертюра с пением на рейнскую песню «Украшен листвою» для оркестра и хора.  Fest-Ouvertüre mit Gesang über das Rheinweinlied «Bekränzt mit Laub» für Orchester und Chor (C-dur). Op. 123, 1853.
- Увертюра к «Юлию Цезарю» Шекспира для большого оркестра.  Ouvertüre zu Shakespeares «Julius Cäsar» für großes Orchester (f-moll). Op. 128, 1851.
- Увертюра к «Герману и Доротее» Гёте.  Ouvertüre zu Goethes «Hermann und Dorothea» (h-moll). Op. 136, 1851. Посв.: «дорогой Кларе».
- Увертюра к Сценам из «Фауста» Гёте.  Ouvertüre zu «Szenen aus Goethes „Faust“ (d-moll). Без op., 1853.

## III. Концерты и концертштюки
- Концерт для фортепиано с оркестром. Konzert für Pianoforte mit Begleitung des Orchesters (a-moll). Op. 54, 1841 (1-я ч.), 1845 (2-я, 3-я части). Посв.: Фердинанду Гиллеру.
1. Allegro affettuoso. 2. Intermezzo (Andantino grazioso). 3. Allegro vivace.
- Концерт-штюк для четырех валторн и большого оркестра. Konzertstück für vier Hörner und großes Orchester (F-dur). Op. 86, 1849.
- Интродукция и Аллегро аппассионато. Концертштюк для фортепиано с оркестром.  Introduktion und Allegro appassionato. Konzertstück für das Pianoforte mit Begleitung des Orchesters (G-dur). Op. 92, 1849.
- Концерт для виолончели с оркестром.  Konzert für Violoncell mit Begleitung des Orchesters (a-moll). Op. 129, 1850. 1. Nicht zu schnell. 2. Langsam. 3. Sehr lebhaft.
- Фантазия для скрипки с оркестром или фортепиано.  Phantasie für Violine mit Begleitung des Orchesters oder Pianoforte (C-dur). Op. 131, 1853. Посв.: Йозефу Иоахиму[21].
- Концертное аллегро с Интродукцией для фортепиано с оркестром.  Konzert Allegro mit Introduktion für Pianoforte mit Begleitung des Orchesters (d-moll). Op. 134, 1853. Посв.: Иоганнесу Брамсу.
- Концерт для скрипки с оркестром. Konzert für Violine und Orchester (d-moll). Без обозначения опуса, 1853. Издан в 1935 году Георгом Шюнеманом.

## IV. Камерные инструментальные произведения

### 1. Для струнных и духовых инструментов с фортепиано
- Adagio и Allegro для фортепиано и валторны, ad lib. для виолончели или скрипки.  Adagio und Allegro für Pianoforte und Hörn (ad lib. Violoncell oder Violine) (As-dur). Op. 70, 1849[22].
- Фантастические пьесы для фортепиано и кларнета (ad lib. для скрипки или виолончели).  Phantasiestücke für Pianoforte und Klarinette (ad lib. Violine oder Violoncell). Ор. 73, 1849.
1. Zart und mit Ausdruck (a-moll). 2. Lebhaft, leicht (A-dur). 3. Rasch und mit Feuer (A-dur).
- Три романса для гобоя (ad lib. для скрипки или кларнета) с сопровождением фортепиано.  Drei Romanzen für Oboe (ad lib. Violine oder Klarinette) mit Begleitung des Pianoforte. Ор. 94, 1849.
1. Nicht schnell (a-moll). 2. Einfach, innig (A-dur). 3. Nicht schnell (a-moll).
- Пять пьес в народном духе для виолончели (ad lib. скрипки) и фортепиано.  Fünf Stücke im Volkston für Violoncell (ad lib. Violine) und Pianoforte. Посв.: Андреасу Грабау[23]. Ор. 102, 1849.
1. «Vanitas vanitatum» ["Суета сует". — лат.]. Mit Humor. 2. Langsam. 3. Nicht schnell, mit viel Ton zu spielen. 4. Nicht zu rasch. 5. Stark und markiert.
- [Первая] соната для фортепиано и скрипки.  [Erste] Sonate für Pianoforte und Violine (a-moll) Op. 105, 1851.
1. Mit leidenschaftlichem Ausdruck. 2. Allegretto. 3. Lebhaft.
- Вторая большая соната для скрипки и фортепиано.  Zweite große Sonate für Violine und Pianoforte (d-moll). Op. 121, 1851. Посв.: Фердинанду Давиду.
1. Ziemlich langsam. Lebhaft. 2. Sehr lebhaft. 3. Leise, einfach. 4. Bewegt.

Соната №3 для скрипки и фортепиано a-moll
- Сказочные картины. Четыре пьесы для фортепиано и альта (ad lib. скрипки).  Märchenbilder. Vier Stücke für Pianoforte und Viola (Violine ad lib.). Op. 113, 1851. Посв.: И. Вазилевски.
1. Nicht schnell. 2. Lebhaft. 3. Rasch. 4. Langsam, mit melancholischem Ausdruck.
- Две части к Сонате F — А — Е для скрипки с фортепиано.  Zwei Sätze zu der «F — А — E — Sonate» für Violine und Klavier. 1853. Сочинена вместе с И. Брамсом и А. Дитрихом. Опубликовали в 1935 году Э. Валентин и Отто Кобин.
- Фортепианное сопровождение к «Шести сонатам для скрипки соло» И. С. Баха.  Klavierbegleitung zu «Sechs Solo-Violinsonaten» von J. S. Bach. 1853.

### 2. Трио
- Первое трио для фортепиано, скрипки и виолончели.  Erstes Trio für Pianoforte, Violine und Violoncell (d-moll). Op. 63, 1847.
1. Mit Energie und Leidenschaft. 2. Lebhaft, doch nicht zu rasch. 3. Langsam, mit inniger Empfindung. 4. Mit Feuer.
- Второе трио для фортепиано, скрипки и виолончели. Zweites Trio für Pianoforte, Violine und Violoncell (F-dur). Op. 80, 1847—1849.
1. Sehr lebhaft. 2. Mit innigem Ausdruck. 3. In mäßiger Bewegung. 4. Nicht zu rasch.
- Фантастические пьесы для фортепиано, скрипки и виолончели.  Phantasiestücke für Pianoforte, Violine und Violoncell (a-moll). Op. 88, 1842. Посв.: Софии Петерсен, урожденной Петит[24].
1. Romanze. Романс. 2. Humoreske. Юмореска. 3. Duett. Дуэт. 4. Finale. Финал.
- Третье трио для фортепиано, скрипки и виолончели. Drittes Trio für Pianoforte, Violine und Violoncell (g-moll). Op. 110, 1851. Посв.: Нильсу В. Гаде.
1. Bewegt, doch nicht zu rasch. 2. Ziemlich langsam. 3. Rasch. 4. Kräftig, mit Humor.
- «Сказочные повествования». Четыре пьесы для кларнета (ad lib. скрипки), альта и фортепиано. Märchenerzählungen. Vier Stücke für Klarinette (ad lib. Violine), Viola und Pianoforte. Ор. 132, 1853. Посв.: А. Дитриху («дружески»).
1. Lebhaft (B-dur). 2. Lebhaft und sehr markiert (g-moll). 3. Ruhiges Tempo, mit zartem Ausdruck (G-dur). 4. Lebhaft, sehr markiert (B-dur).

### 3. Квартеты. Квинтет
- Три квартета для 2 скрипок, альта и виолончели.  Drei Quartette für 2 Violinen, Viola und Violoncell. Ор. 41, 1842. Посв.: Ф. Мендельсону («с искренним уважением»).
№ 1. a-moll. 1. Introduzione. Allegro. 2. Scherzo. 3. Adagio. 4. Presto.
№ 2. F-dur. 1. Allegro vivace. 2. Andante, quasi Variazioni. 3. Scherzo. 4. Allegro molto vivace.
№ 3. A-dur. 1. Andante espressivo. Allegro molto moderato. 2. Assai agitato. 3. Adagio molto. 4. Finale. Allegro molto vivace.
- Квинтет для фортепиано, двух скрипок, альта и виолончели.  Quintett für Pianoforte, zwei Violinen, Viola und Violoncell (Es-dur). Op. 44, 1842. Посв.: Кларе Шуман.
1. Allegro brillante. 2. In modo d’una Marcia. 3. Scherzo. 4. Allegro ma non troppo.
- Квартет для фортепиано, скрипки, альта, виолончели. Quartett für Pianoforte, Violine, Viola und Violoncell (Es-dur). Op. 47, 1842. Посв.: графу Матвею Виельгорскому.
1. Sostenuto assai. Allegro ma non troppo. 2. Scherzo. 3. Andante cantabile. 4. Finale.

## V. Камерные вокальные произведения

### 1. Для одного голоса с фортепиано
- Круг песен на стихи Г. Гейне, для голоса с фортепиано.  Liederkreis von H. Heine für eine Singstimme und Pianoforte. Ор. 24, 1840. Посв.: Полине Гарсиа[25].
1. Morgens steh ich auf und frage. День с надеждой я встречаю. 2. Es treibt mich hin. К любимой мчат меня мечты. 3. Ich wandelte unter den Bäumen. Один я, грустя и вздыхая. 4. Lieb' Liebchen, leg’s Händchen. Прижмись поскорее к груди моей. 5. Schöne Wiege meiner Leiden. Светлых снов моих могила. 6. Warte, warte, wilder Schiffmann. Жди меня, моряк отважный. 7. Berg' und Burgen schau’n herunter. Смотрят замки в воды Рейна. 8. Anfangs wollt' ich fast verzagen. Я отчаялся. 9. Mit Myrthen und Rosen. Гирляндой та мирт.
- «Мирты». Круг песен на стихи Гёте, Рюккерта, Байрона, Мура, Гейне, Бернса и Мозена. Для голоса и фортепиано.  Myrthen. Liederkreis von Goethe, Rückert, Byron., Moor, Heine, Bums und Mosen. Für Gesang und Pianoforte. Ор. 25, 1840[26]. Посв.: «моей любимой невесте» [Кларе Вик].
1. Widmung. Посвящение (Ф. Рюккерт). 2. Freisinn. Свобода духа (И. В. Гёте — «Западно восточный диван»). 3. Der Nußbaum. Орешник (Ю. Мозен). 4. Jemand. Кто-то (Р. Бернс). 5, 6. Lieder. Песни (И. В. Гёте, «Книга кравчего» и из «Западно-восточного дивана»): I. Sitz' ich allein. Когда один. II. Setze mir nicht, du Grobian. Эй, грубиян! 7. Die Lotosblume. Лотос (Г. Гейне). 8. Talismane. Талисман. (И. В. Гёте — «Западно-восточный диван»). 9. Lied der Suleika. Песня Зулейки (И. В. Гёте). 10. Die Hochländer-Witwe. Вдова горца (Р. Бернс). 11, 12. Lieder der Braut. Песни невесты (Ф. Рюккерт): I. Mutter, Mutter, glaube nicht. О, родимая моя (из цикла «Весна любви»). II. Laß mich ihm am Busen hängen. Не печалься ты, родная. 13. Hochländers Abschied. Прощание горца (Р. Бернс). 14. Hochländisches Wiegenlied. Колыбельная песня горца (Р. Бернс). 15. Aus den hebräischen Gesängen. Из еврейских мелодий (Д. Байрон). 16. Rätsel. Загадка (Д. Байрон). 17, 18. Zwei venetianische Lieder. Две венецианские песни (Т. Мур): I. Leis' rudern hier, mein Gondolier. Тихо, к ней плывем скорей. II. Wenn durch die Piazzetta. Умолкла Пьяцетта. 19. Hauptmann’s Weib. Жена вождя (Р. Бернс). 20. Weit, weit. Вдаль, вдаль (Р. Бернс). 21. Was will die einsame Träne. К чему слеза одиноко (Г. Гейне). 22. Niemand. Никто (Р. Бернс). 23. Im Westen. На западе (Р. Бернс). 24. Du bist wie eine Blume. Как ландыш, ты прекрасна (Г. Гейне). 25. Aus den östlichen Rosen. Из восточных роз (Ф. Рюккерт). 26. Zum Schluß. «Hier in diesen erdbeklomm’nen». В заключение — В мире муки (Ф. Рюккерт).
- Пять песен и романсов для одного голоса с фортепиано [тетрадь I].  Fünf Lieder und Gesänge für eine Singstimme mit Begleitung des Pianoforte. Ор. 27, 1840.
1. Sag' an, о lieber Vogel mein. Скажи мне, птичка (Ф. Геббель). 2. Dem rothen Röslein gleicht mein Lieb. На розочку похожа ты (Р. Бернс). 3. Was soll ich sagen! Что мне сказать! (А. Шамиссо). 4. Jasminenstrauch. Куст жасмина (Ф. Рюккерт). 5. Nur ein Y lächelnder Blick. Если только взгляну (Г. Циммерман).
- Три стихотворения Эммануэля Гейбеля, для голоса с фортепиано.  Drei Gedichte von Emanuel Geibel für eine Singstimme mit Begleitung des Pianoforte. Ор. 30, 1840. Посв.: Жозефине Барони-Кавалькабо, урожд. Графине Кастильоне.
1. Der Knabe mit dem Wunderhorn. Мальчик с чудесным рогом. 2. Der Page. Паж. 3. Der Hidalgo. Гидальго.
- Три романса. Стихи Адальберта фон Шамиссо, для голоса с фортепиано. Drei Gesänge. Gedichte von Adalbert v. Chamisso, für eine Singstimme mit Pianoforte. Ор. 31, 1840. Посв.: Эрнестине фон Цедвич.
1. Die Löwenbraut. Ballade. «Невеста льва». Баллада. 2. Die Kartenlegerin. Гадалка. 3. Die rothe Hanne. Рыжая Ханна.
- Двенадцать стихотворений Юстиниуса Кернера. Цикл песен для голоса с фортепиано.  Zwölf Gedichte von Justinius Kerner. Eine Liederreihe für eine Singstimme mit Pianoforte. Ор. 35, 1840. Посв.: Фридриху Веберу (Лондон)[27].
1. Lust der Sturmnacht. Радость бурной ночи. 2. Stirb, Lieb' und Freud'. Прощай, радость и любовь. 3. Wanderlied. Песня странника. 4. Erstes Grün. Первая зелень. 5. Sehnsucht nach der Waldgegend. Тоска о лесах. 6. Auf das Trinkglas eines verstorbenen Freundes. Бокал умершего друга. 7. Wanderung. Странствие. 8. Stille Liebe. Тихая любовь. 9. Frage. Вопрос. 10. Stille Tränen. Тихие слезы. 11. Wer machte dich so krank? Кто сжег очей твоих лазурь? 12. Alte Laute. Старая песня.
- Шесть стихотворений из «Книги песен художника» Рейника, для сопрано или тенора с фортепиано.  Sechs Gedichte aus dem Liederbuch eines Malers, von Reinick, für eine Sopran- oder Tenorstimme mit Pianoforte. Ор. 36, 1840. Посв.: Ливии Фреге.
1. Sonntags am Rhein. Воскресный день на Рейне. 2. Ständchen. Серенада. 3. Nichts Schöneres. Нет прекрасней. 4. An den Sonnenschein. К солнечному лучу. 5. Dichters Genesung. Возрождение поэта.. 6. Liebesbotschaft. Послание влюбленного.
- Двенадцать стихотворений из «Весны любви» Ф. Рюккерта для фортепиано с пением; соч. Клары и Роберта Шуман. Zwölf Gedichte aus Fr. Rückerts Liebesfrühling für Pianoforte mit Gesang von Clara und Robert Schumann. Ор. 37, 1840.
1. Der Himmel hat eine Träne geweint Туман уронил слезинку одну. 2. Er ist gekommen in .Sturm und Regen (Clara Schumann). В грозу и бурю встречались с милым. 3. О, ihr Herren. О, господь. 4. Liebst du um Schönheit (Clara Schumann). Ты любишь ради красы. 5. Ich hab' in mich gesogen. Весною так пленен я. 6. Liebste, was kann denn uns scheiden? Что нас разлучит, родная? 7. Schön ist das Fest des Lenzes. Прекрасен праздник весны (для сопрано и тенора). 8. Flügel, Flügel um zu fliegen über Berg und Tal. Крылья, крылья! 9. Rosen, Meer und Sonne. Розы, море и солнце. 10. О Sonn', о Meer, о Rosen. О солнце, о море, о розы. 11. Warum willst du Andre fragen? (Clara-Schumann). Зачем других ты вопрошаешь? 12. So wahr die Sonne scheinet. Встреча весны (для сопрано и тенора или баритона).
- Круг песен. Двенадцать песен Й. фон Эйхендорфа для голоса с фортепиано.  Liederkreis. Zwölf Gesänge von J. v. Eichendorff für eine Singstimme mit Begleitung des Pianoforte. Ор. 39, 1840.
1. In der Fremde (Aus der Heimat hinter den Blitzen). На чужбине. 2. Intermezzo. 3. Waldesgespräch. Встреча в лесу. 4. Die Stille. Тишина. 5. Mondnacht. Лунная ночь. 6. Schöne Fremde. Прекрасная незнакомка. 7. Auf einer Burg. В замке. 8. In der Fremde (Ich hör' die Bächlein rauschen). На чужбине[28]. 9. Wehmut. Тоска. 10. Zwielicht. Сумерки. 11. Im Walde. В лесу. 12. Frühlingsnacht. Весенняя ночь[29].
- Пять песен. Четыре стихотворения X. К. Андерсена с датского и одно с новогреческого языков в переводах А. фон Шамиссо, для голоса с фортепиано. Fünf Lieder. Vier Gedichte aus dem Dänischen von H. C. Andersen und eines aus dem Neugriechischen, übersetzt von A. v. Chamisso, für eine Singstimme mit Pianoforte. Ор. 40, 1842. Посв.: X. К. Андерсену.
1. Märzveilchen. Мартовская фиалка. 2. Muttertraum. Сон матери. 3. Der Soldat. Солдат. 4. Der Spielmann. Музыкант. 5. Verratene Liebe. Раскрытая тайна любви.
- Любовь и жизнь женщины. Цикл песен Адальберта фон Шамиссо, для голоса с фортепиано.  Frauenliebe und Leben. Liederzyklus von Adalbert v. Chamisso, für eine Singstimme mit Begleitung des Pianoforte. Ор. 42,

1840. Посв.: Освальду Лоренцу.
- 1. Seit ich ihn gesehen. Взор его при встрече. 2. Er, der Herrlichste fon Allen. Он прекрасней всех на свете. 3. Ich kann’s nicht fassen, nicht glauben. Не знаю, верить ли счастью. 4. Du Ring an meinem Finger. v Колечко золотое. 5. Helft mir, ihr Schwestern. Милые сестры, сбудется скоро. 6. Süßer Freund, du blickest. Милый друг, смущен ты. 7. An meinem Herzen, an meiner Brust. Нежно прильни ты к сердцу. 8. Nun hast du, mir den ersten Schmerz getan. Ты в первый раз наносишь мне удар.
- Романсы и баллады для голоса с фортепиано (тетрадь I).  Romanzen und Balladen für eine Singstimme mit Begleitung des Pianoforte. Ор. 45, 1840. Посв.: Фердинанду Гиллеру.
1. Der Schatzgräber. Кладоискатель (Й. Эйхендорф). 2. Frühlingsfart. Весеннее путешествие (Й. Эйхендорф). 3. Abends am Strand. На взморье вечером (Г. Гейне).
- «Любовь поэта». Песенный цикл из «Книги песен» Г. Гейне для голоса с фортепиано. Dichterliebe. Liederzyklus aus dem «Buch der Lieder» von H. Heine für eine Singstimme mit Begleitung des Pianoforte. Ор. 48, 1840. Посв.: Вильгельмине Шрёдер-Девриент.
1. Im wunderschönen Monat Mai. В сиянье теплых майских дней. 2. Aus meinen Tränen spriessen. Цветов венок душистый. 3. Die Rose, die Lilie. И розы, и лилии. 4. Wenn Ich in deine Augen seh'. Встречаю взор твоих очей. 5. Ich will meine Seele tauchen. В цветах белоснежных лилий. 6. Im Rhein, im heiligen Strome. Над Рейна светлым простором. 7. Ich grolle nicht. Я не сержусь. 8. Und wüssten’s die Blumen. О, если б цветы угадали. 9. Das ist ein Flöten und Geigen. Напевом скрипка чарует. 10. Hör' ich das Liedchen klingen. Слышу ли песни звуки. 11. Ein Jüngling liebt ein Mädchen. Её он страстно любит. 12. Am leuchtenden Sommermorgen. Я утром в саду встречаю. 13. Ich hab' im Traum geweinet. Во сне я горько плакал. 14. Allnächtlich im Traume. Мне снится ночами образ твой. 15. Aus alten Märchen winkt es. Забытые старые сказки. 16. Die alten bösen Lieder. Вы злые, злые песни.
- Романсы и баллады для голоса с фортепиано (тетрадь II). Romanzen und Balladen für eine Singstimme mit Begleitung des Pianoforte. Ор. 49, 1840.
1. Die beiden Grenadiere. Два гренадера (Г. Гейне). 2. Die feindlichen Brüder. Братья-враги (Г. Гейне). 3. Die Nonne. Монахиня (К. Фрёлих).
- Песни и романсы для голоса с фортепиано (тетрадь II).  Lieder und Gesänge für eine Singstimme mit Begleitung des Pianoforte. Ор. 51, 1842.
1. Sehnsucht. Тоска (Э. Гейбель). 2. Volksliedchen. Народная песенка (Ф. Рюккерт). 3. Ich wand’re nicht. Я не отправлюсь в путь (К. Христерн). 4. Auf dem Rhein. На Рейне (К. Иммерман). 5. Liebeslied. Песня любви (И. В. Гёте).
- Романсы и баллады для голоса с сопровождением фортепиано (тетрадь III).  Romanzen und Balladen für eine Singstimme mit Begleitung des Pianoforte. Ор. 53, 1840.
1. Blondel’s Lied. Песня Блонделя (И. Г. Зейдль). 2. Loreley. Лорелея (Вильгельмина Лоренц). 3. Der arme Peter. Бедный Петер (Г. Гейне): I. DeryHans und die Grete tanzen herum. Вот кружатся в танце Грета и Ганс. II. In meiner Brust sitzt ein Weh. В груди моей тоска и мрак. III. Der arme Peter wankt vorbei. И Петер шел, тоской томим.
- «Валтасар». Баллада Г. Гейне для голоса с фортепиано. Belsatzar. Ballade von H. Heine für eine Singstimmo mit Begleitung des Pianoforte. Ор. 57, 1840.
- Романсы и баллады для голоса с фортепиано (тетрадь IV).  Romanzen und Balladen für eine Singstimme mit Begleitung des Pianoforte. Ор. 64, 1841 и 1847.
1. Die Soldatenbraut. Невеста солдата (Э. Мерике). 2. Das verlassene Mägdlein. Покинутая девушка (Э. Мерике). 3. Tragödie. Трагедия (Г. Гейне): I. Entflieh' mit mir und sei mein Weib. Беги со мной! Будь мне женой! II. Es fiel ein Reif in der Frühlingsnacht В весеннюю ночь выпал иней. III. Auf ihrem Grab da steht eine Linde. Липа их могилу тенью покрывает.
- Песни и романсы для голоса с фортепиано (тетрадь III). Lieder und Gesänge für eine Singstimme mit Begleitung des Pianoforte. Ор. 77, № 1, 4—1840, № 2, 3, 5 — 1850.
1. Der frohe Wandersmann. Веселый путешественник (Й. Эйхендорф). 2. Mein Garten. Мой сад (А. Гофман фон Фаллерслебен). 3. Geisternähe. Близость духа (Ф. Хальм). 4. Stiller Vorwurf. Тихий упрек (неизвестный поэт). 5. Aufträge. Поручения (X. Л. Эгру).
- Альбом песен для юношества. Liederalbum für die Jugend. Ор. 79, 1849.
1. Der Abendstern. Вечерняя звезда. 2. Schmetterling. Мотылек. 3. Frühlingsbotschaft. Весенняя весть. 4. Frühlingsgruß. Весенний привет. 5. Vom Schlaraffenland. Небывалая страна. 6. Sonntag. Воскресенье (№ 1—6 на стихи А. Гофмана фон Фаллерслебена). 7, 8. Zigeunerliedchen, aus dem Spanischen. Цыганские песенки в переводе с испанского (Э. Гейбель): I. Unter die Soldaten. Не повешен был цыган. II. Jeden Morgen in der Frühe. Каждым утром рано, рано. 9. Des Knaben Berglied. Песня горного пастушка (Л. Уланд). 10. Mailied. Майская песня (слова неизвестного автора). 11. Käuzlein. Совёнок («Чудесный рог мальчика»). 12. Hinaus in’s Freie! На простор! (А. Гофман фон Фаллерслебен). 13. Der Sandmann. Песочный человек (Г. Клетке). 14. Marienwürmchen. Пестрый мотылек («Чудесный рог мальчика»). 15. Die Waise. Сирота (А. Гофман фон Фаллерслебен). 16. Das Glück. Счастье (Ф. Геббель). 17. Weihnachtslied. Рождественская песня (X. К. Андерсен). 18. Die wandelnde Glocke. Странствующий колокол (И. В. Гёте). 19. Frühlingslied. Весенняя песня (А. Гофман фон Фаллерслебен). 20. Frühlingsankunft. Приход весны (А. Гофман фон Фаллерслебен). 21. Die Schwalben. Ласточки (слова неизвестного поэта). 22. Kinderwacht. О тех, кто хранит покой ребёнка (слова неизвестного поэта). 23. Des Sennen Abschied. Прощание пастуха (Ф. Шиллер). 24. Er ist’s («Frühling lässt sein blaues Band»). Она пришла («В легкой дымке небосвод») (Э. Мерике). 25. Spinnelied. Песня пряхи (старинная песня). 26. Des Buben Schützenlied. Песня юного стрелка (Ф. Шиллер). 27. Schneeglöckchen. Подснежник (Ф. Рюккерт). 28. Lied Lynceus des Tührmers. Песня Линцея, башенного сторожа (из «Фауста» И. В. Гёте). 29. Mignon. Миньона (И. В. Гёте)[31].
- Три романса для голоса с фортепиано.  Drei Gesänge für eine Singstimme mit Begleitung des Pianoforte. Ор. 83, 1850.
1. Resignation. Примирение с судьбой (Юлиус Буддеус). 2. Die Blume der Ergebung. Цветок смирения (Ф. Рюккерт). 3. Der Einsiedler. Отшельник (Й. Эйхендорф).
- «Перчатка». Баллада Ф. Шиллера, для голоса с фортепиано. Der Handschuh. Ballade von Fr. Schiller für eine Singstimme mit Begleitung des Pianoforte. Ор. 87, 1850.
- Шесть романсов Вильфрида фон дер Нейна, для голоса с фортепиано.  Sechs Gesänge von Wilfried von der Neun für eine Singslimme mit Begleitung des Pianoforte. Ор. 89, 1850. Посв.: Женни Линд.
1. Es stürmet am Abendhimmel. Бушует вечернее небо. 2. Heimliches Verschwinden. Таинственное исчезновение. 3. Herbstlied. Осенняя песня. 4. Abschied vom Walde. Прощанье с лесом. 5. In’s Freie. На простор. 6. Röselein, Röselein. Розочка, розочка.
- Шесть стихотворений Николая Ленау и Реквием (старокатолическое стихотворение) для голоса с фортепиано.  Sechs Gedichte von Nikolaus Lenau und Requiem (altkatholisches Gedicht) für eine Singstimme mit Begleitung des Pianoforte. Ор. 90, 1850.
1. Lied eines Schmiedes. Песня кузнеца. 2. Meine Rose. Моя роза. 3. Kommen und Scheiden. Встреча и прощание. 4. Die Sennin. Пастушка. 5. Einsamkeit. Одиночество. 6. Der schwere Abend. Тяжкий вечер. Requiem. Реквием.
- Три романса из «Еврейских песен» лорда Байрона, для голоса с арфой или с фортепиано. Drei Gesänge aus Lord Byron’s Hebräischen Gesängen für eine Singstimme mit Begleitung der Harfe oder des Pianoforte. Ор. 95, 1849. Посв.: Констанце Якоби[32].
1. Die Tochter Jephta’s. Дочь Иевфая. 2. An den Mond. Луне. 3. Dem Helden. Герою.
- Песни и романсы для голоса с фортепиано (тетрадь IV). Lieder und Gesänge für eine Singstimme mit Begleitung des Pianoforte. Ор. 96, 1850.
1. Nachtlied. Ночная песнь (И. В. Гёте). 2. Schneeglöckchen. Подснежник (неизвестный поэт). 3. Ihre Stimme. Её голос (А. Г. фон Платен). 4. Gesungen. Звуки природы (Вильфрид фон дер Нейн). 5. Himmel und Erde. Небо и земля (Вильфрид фон дер Нейн).
- Песни и романсы на стихи из «Вильгельма Мейстера» Гёте, для голоса с фортепиано.  Lieder und Gesänge aus Goethes Wilhelm Meister für eine Singstimme mit Begleitung des Pianoforte. Ор. 98а, 1849.
1. Kennst du das Land? Знаешь ты край? 2. Ballade des Harfners. Баллада арфиста. 3. Nur wer die Sehnsucht kennt. Тот лишь, кто сам страдал. 4. Wer nie sein Brot mit Tränen aß. Кто тайно ночью не страдал. 5. Heiß mich nicht reden. Нет, я молчанья не нарушу. 6. Wer sich der Einsamkeit ergiebt. Кто одиноким хочет быть. 7. Singet nicht in Trauertönen. Нет, своим печальным пеньем. 8. An die Thüren will ich schleichen. У дверей, как скромный нищий. 9. So laßt mich scheinen, bis ich werde. О, дайте мне в одежде белой[33].
- Семь песен с фортепиано. На память о поэтессе (Елизавете Кульман[34]).  Sieben Lieder mit Begleitung des Pianoforte. Zur Erinnerung an die Dichterin (Elisabeth Kulmann). Ор. 104, 1851.
1. Mond, meiner Seele Liebling. Месяц, моей души любимец. 2. Viel Glück zur Reise, Schwalben. Счастливого пути, ласточки! 3. Du nennst mich armes Mädchen. Ты называешь меня бедной девушкой. 4. Der Zeisig. Чижик. 5. Reich mir die Hand, о Wolke. Протяни мне руку, о туча. 6. Die letzten Blumen starben. Последние цветы умерли. 7. Gekämpft hat meine Barke. Побеждена моя ладья.
- Шесть романсов для голоса с фортепиано.  Sechs Gesänge für eine Singstimme mit Begleitung des Pianoforte. Ор. 107. 1851—1852. Посв.: Софии Шлосс[35].
1. Herzeleid. Сердечная мука (Т. Ульрих). 2. Die Fensterscheibe. Оконные стекла (Т. Ульрих). 3. Der Gärtner. Садовник (Э. Мерике). 4. Die Spinnerin. Пряха (П. Гейзе). 5. Im Wald. В лесу (В. Мюллер). 6. Abendlied. Вечерняя песня (Г. Кинкель).
- Четыре гусарские песни (Николая Ленау) дли баритона с фортепиано. Vier Husarenlieder (Nikolaus Lenau) für eine Baritonstimme mit Begleitung des Pianoforte. Ор. 117, 1851. Посв.: певцу Г. Беру.
1. Der Husar, trara! Шуми, гусар! 2. Der leidige Frieden hat lange gewährt. Плохой мир длился долго.

3. Den grünen Zeigern, den roten Wangen. Зеленые стрелки, румяные щеки. 4. Da liegt der Feinde gestreckte Schaar. Повержен вражеский отряд.
- Три стихотворения из «Лесных песен» Пфариуса для голоса с фортепиано. Drei Gedichte aus den Waldliedern von Pfarrius für eine Singstimme mit Begleitung des Pianoforte. Ор. 119, 1851. Посв.: Матильде Гартман.[36]
1. Die Hütte. Хижина. 2. Warnung. Предостережение. 3. Der Bräutigam und die Birke. Жених и береза.
- Пять веселых песен для голоса с сопровождением фортепиано. Fünf heitere Gesänge für eine Singstimme mit Begleitung des Pianoforte. Ор. 125, 1851.
1. Die Meerfee. Морская фея (Ю. Буддеус). 2. Husarënabzug. Отъезд гусаров (К. Кандидус). 3. Jung Volkers Lied. Песня молодого парня (Э. Мерике). 4. Frühlingslied. Весенняя песня (Ф. Браун). 5. Frühlingslust. Весенняя радость (из «Jungbrunnen»).
- Пять песен и романсов для голоса с фортепиано. Fünf Lieder und Gesänge für eine Singstimme mit Begleitung des Pianoforte. Ор. 127, 1850—1851.
1. Sängers Trost. Утешение певца (Ю. Кернер). 2. Dein Angesicht. Твое лицо (Г. Гейне). 3. Es leuchtet meine Liebe. Моя любовь сияет (Г. Гейне). 4. Mein altes Roß. Мой старый конь (М. Г. фон Штрахвиц). 5. Schlußlied des Narren aus dem «Was ihr wollt». Заключительная песня шута из пьесы «Как вам это понравится» (В.Шекспир).
- Стихотворения королевы Марии Стюарт. Для голоса с фортепиано. Из сборника старой английской поэзии (перевод Гисберта Фрейгерна фон Финке).  Gedichte der Königin Maria Stuart. Aus einer Sammlung altenglischer Gedichte (Übersetzung von Gisbert Freiherrn v. Finke). Für eine Singstimme mit Pianoforte. Ор. 135, 1852.
1. Abschied von Frankreich. Прощание с Францией. . 2. Nach der Geburt ihres Sohnes. После рождения сына. 3. An die Königin Elisabeth. К королеве Елизавете. 4. Abschied von der Welt. Прощание с миром. 5. Gebet. Молитва.
- Четыре романса для голоса с фортепиано.  Vier Gesänge für eine Singstimme mit Begleitung des Pianoforte. Ор. 142, 1852. Посв.: Ливии Фреге.
1. Trost im Gesang. Утешение в песне (Ю. Кернер). 2. Lehn' deine Wang' an meine Wang'. Прильни щекой к моей щеке (Г. Гейне). 3. Mädchen-Schwermut. Печаль девушки (Лили Бернхард). 4. Mein Wagen rollet langsam, В повозке тихо еду (Г. Гейне).
- Солдатская песня. Soldatenlied. (А. Гофман фон Фаллерслебен).
- Ранние песни, опубликованные в дополнительном томе Полного собрания сочинений Р. Шумана (Rob. Schumann’s Werke. Herausgegeben von Clara Schumann), серия XIV, 1893.
[1] An Anna. К Анне (Ю. Кернер), 31 июля 1828 года. [2] Im Herbste. Осенью (Ю. Кернер), 1828. [3] Hirtenknabe. Пастушок (К. Экерт), август 1828 года.
- Шесть ранних песен.  Sechs frühe Lieder. Изданы в 1933 году по автографам Карлом Гейрингером. Вена — Лейпциг, Universal-Edition.
1. Sehnsucht. Томление (К. Экерт), июнь 1827 года. 2. Die Weinende. Плачущая (Д. Байрон), июль 1827 года. 3. Erinnerung. Воспоминание (И. Г. Якоби). 4. Kurzes Erwachen. Минутное пробуждение (Ю. Кернер), июнь 1828 года. 5. Gesanges Erwachen. Пробуждение в песне (Ю. Кернер), июль 1828 года. 6. An Anna. К Анне (Ю. Кернер), июль 1828 года.
- Рыбак (И. В. Гёте).  Der Fischer., лето 1828 года. Напечатана по автографу в 1933 году в «Zeitschrift für Musik», тетрадь I (январь), а также в виде отдельного оттиска для членов Шумановского общества в Цвиккау. Комментарий М. Крейзига.

### 2. Для двух голосов с фортепиано
- Четыре дуэта для сопрано и тенора с фортепиано.  Vier Duette für Sopran und Tenor mit Begleitung des Pianoforte. Ор. 34, 1840.
1. Liebesgarten. Сад любви (Р. Рейник). 2. Liebhabers Ständchen. Серенада влюбленного (Р. Бернс). 3. Untern Fenster. Под окном (Р. Бернс). 4. Familiengemälde. Семейный портрет (А. Грюн).
- Три двухголосные песни с фортепиано Drei zweistimmige Lieder mit Begleitung des Pianoforte. Op. 43, 1840.
1. Wenn ich ein Vöglein war! Если б я была птичкой (народная песня). 2. Herbstlied. Осенняя песня (С. А. Мальман). 3. Schön Blümelein. Прекрасный цветочек (Р. Рейник).
- Четыре дуэта для сопрано и тенора с фортепиано.  Vier Duette für Sopran und Tenor mit Begleitung des Pianoforte. Ор. 78, 1849.
1. Tanzlied. Танцевальная песня (Ф. Рюккерт). 2. Er und Sie. Он и она (Ю. Кернер). 3. Ich denke Dein. Все ты в мечтах (И. В. Гёте, «Близость любимого»). 4. Wiegenlied am Lager eines kranken Kindes. Колыбельная у постели больного ребёнка (Ф. Геббель).
- Песни девушки для двух сопрано (или сопрано и альта) с фортепиано.  Mädchenlieder von Elisabeth Kulmann für zwei Sopranstimmen (oder Sopran und Alt) mit Begleitung des Pianoforte. Стихи Е. Кульман. Ор. 103, 1851. 1. Mailied. Майская песня. 2. Frühlingslied. Весенняя песня. 3. An die Nachtigall. К соловью. 4. An den Abendstern. К вечерней звезде.
- «Летний покой» для двух голосов с фортепиано (X. Шад). «Sommerruh» für zwei Singstimmen mit Begleitung des Pianoforte. Из произведений ранних лет. Опубликовано в дополнительном томе Полного собрания сочинений Р. Шумана (Bob. Schumann’s Werke, Herausgegeben von Clara Schumann), серия XIV, 1893.

### 3. Для нескольких голосов с фортепиано
- Три стихотворения Э. Гейбеля для нескольких голосов с фортепиано. Drei Gedichte von Emanuel Geibel für mehrstimmigen Gesang mit Begleitung des Pianoforte. Ор. 29, 1840.
1. Ländliches Lied. Деревенская песня. 2. Lied. Песня. 3. Zigeunerleben. Цыганская жизнь (для маленького хора, с треугольником и тамбурином ad lib.).
- Романсы для женских голосов [квартета] с фортепиано ad lib. (тетрадь I).  Romanzen für Frauenstimmen mit willkürlicher Begleitung des Pianoforte. Op. 69, 1849.
1. Tamburinschlägerin. Исполнительница на тамбурине (с испанского — Й. Эйхендорф). 2. Waldmädchen. Лесная девушка (Й. Эйхендорф). 3. Klosterfräulein. Молодая монахиня (Ю. Кернер). 4. Die Soldatenbraut. Невеста солдата (Э. Мерике). 5. Meerfee. Морская фея (Й. Эйхендорф). 6. Die Kapelle. Капелла (Л. Уланд). Двойной канон.
- Испанский лидершпиль. Цикл в переводе с испанского (народные испанские песни в немецком переводе Э. Гейбеля) для одного или нескольких голосов с фортепиано.  Spanisches Liederspiel. Ein Zyklus aus dem Spanischen für eine oder mehrere Singstimmen mit Begleitung des Pianoforte. Ор. 74, 1849.
1. Erste Begegnung. Первая встреча (сопрано и альт). 2. Intermezzo. Интермеццо (тенор и бас). 3. Liebesgram. Любовная скорбь (сопрано и альт). 4. In der Nacht. Ночью (сопрано и тенор). 5. Es ist verrathen. Не скрыть любви (сопрано, альт, тенор и бас). 6. Melancholie. Меланхолия (сопрано). 7. Geständniss. Признание (тенор). 8. Botschaft. Весть (сопрано и альт). 9. Ich bin geliebt. Я любим (сопрано, альт, тенор, бас). Anhang. Der Contrabandist. Дополнение. Контрабандист (баритон).
- Романсы для женских голосов с фортепиано ad lib. (тетрадь II). Romanzen für Frauenstimmen mit willkürlicher Begleitung des Pianoforte. Op. 91, 1849.
7. Rosmarin. Розмарин (старонемецкая). 8. Jäger wohlgemut. Веселый охотник (из «Чудесного рога мальчика»). 9. Der Wassermann. Водяной (Ю. Кернер). 10. Das verlassene Mägdlein. Покинутая девушка (Э. Мерике). 11. Der Bleicherin Nachtlied. Ночная песня белилыцицы льна (Р. Рейник). 12. In Meeres Mitten. Среди моря (Ф. Рюккерт).
- Любовные песни из «Весны любви» Ф. Рюккерта. Для одного и нескольких голосов с фортепиано.  Minnespiel aus F. Rückerts «Liebesfrühling». Für eine und mehrere Singstimmen mit Begleitung des Pianoforte. Ор. 101, 1849.
1. Meine Töne still und heiter. Пусть любимая услышит (тенор). 2. Liebster, deine Worte stehlen. Любимый, твои слова терзают сердце (сопрано). 3. Ich bin dein Baum, o Gärtner. Я твое древо, о садовник (альт и бас). 4. Mein schöner Stern, ich bitte dich. Моя прекрасная звезда, я молю тебя (тенор). 5. Schön ist das Fest des Lenzes. Прекрасен праздник весны (сопрано, альт, тенор и бас). 6. О Freund, mein Schirm, mein Schutz. О друг, моя защита, мое убежище (альт или сопрано). 7. Die tausend Grüße, die wir dir senden. Тысячи приветствий, что мы тебе шлем (сопрано и тенор). 8. So wahr die Sonne scheinet. Так, как сияет солнце (сопрано, альт, тенор и бас).
- Три песни для женских голосов [трио] с фортепиано.  Drei Lieder für Frauenstimmen mit Begleitung des Pianoforte. Ор. 114, 1853.
1. Nänie. Скорбная песнь (Л. Бехштейн). 2. Triolett (X. Л. Эгру). 3. Spruch. Изречение (Ф. Рюккерт — из Саади).
- Испанские любовные песни. Цикл песен в переводе с испанского (немецкий текст Э. Гейбеля) для одного и нескольких голосов с фортепиано в четыре руки.  Spanische Liebeslieder. Ein Zyklus von Gesängen aus dem Spanischen für eine und mehrere Stimmen mit Begleitung des Pianoforte zu vier Händen. Ор. 138, 1849.
Первая часть. 1. Vorspiel. Вступление. 2. Tief im Herzen trag' ich Pein. Глубоко в сердце несу я муку (сопрано). 3. О wie lieblich ist das Mädchen. О, как девушка мила (тенор). 4. Bedeckt mich mit Blumen. Укрой меня цветами (альт и сопрано). 5. Flutenreicher Ebro. Многоструйный Эбро (баритон).
Вторая часть. 6. Intermezzo. Nationaltanz. Интермеццо. Национальный танец. 7. Weh, wie zornig ist das Mädchen. Ой, как сердится девица (тенор). 8. Hoch, hoch sind die Berge. Высоки, высоки горы (альт). 9. Blaue Augen hat das Mädchen. У девушки голубые глаза (тенор и бас). 10. Dunkler Lichtglanz, blinder Blick. Смутный отблеск, невидящий взгляд (сопрано, альт, тенор).
- Немецкий Рейн. Патриотическая песня Николауса Беккера для голоса и хора с фортепиано.  Der Deutsche Rhein. Patriotisches Lied von Nicolaus Becker für eine Singstimme und Chor mit Begleitung des Pianoforte. 1840.
- Пастушеская песня. Двойной канон для двух сопрано и двух теноров. Hirtengesang.  Doppelkanon für je zwei Sopran — und Tenorstimme. Стихи Аннетты фон Дросте-Гюльсхоф. 1846.

### 4. Мелодекламации
- «Прекрасная Гедвиг». Баллада Ф. Геббеля. Для декламации с фортепиано.  Schön Hedwig. Ballade von Fr. Hebbel für Deklamation und Begleitung des Pianoforte. Ор. 106, 1849.
- Две баллады для декламации с фортепиано. Zwei Balladen für Deklamation mit Begleitung des Pianoforte. Ор. 122, 1851. Посв.: «Karl Debrois von Bruyck»[37].
1. Ballade vom Heidenknaben. Баллада о мальчике в степи (Ф. Геббель). 2. Die Flüchtlinge. Беглецы (П. Б. Шелли).

## VI. Хоровые произведения

### 1. Для мужского хора a cappella
- Шесть песен для четырехголосного мужского хора. Sechs Lieder für vierstimmigen Männergesang. Ор. 33, 1840. Посв.: К. Штейну[38].
1. Der träumende See. Озеро в сонных грезах (И. Мозен). 2. Die Minnesänger. Певец любви (Г. Гейне). 3. Die Lotosblume. Лотос (Г. Гейне). 4. Der Zecher als Doktrinär. Кутила-доктринер (И. Мозен). 5. Rastlose Liebe. Беспокойная любовь (И. В. Гёте). 6. Frühlingsglockchen. Весенние колокольчики (Р. Рейник).
- Три песни для мужского хора.  Drei Gesänge für Männerchor. Ор. 62, 1847.
1. Der Eidgenossen Nachtwache. Швейцарский ночной дозор (И. Эйхендорф). 2. Freiheitslied. Песня свободы (Ф. Рюккерт). 3. Schlachtgesang. Песня битвы (Ф. Клопшток).
- Ритурнели Фридриха Рюккерта в канонической форме для многоголосного мужского хора. Ritornelle von Friedrich Rückert in kanonischen Weisen für mehrstimmigen Männergesang. Ор. 65, 1847. Посв.: «Поэту в знак уважения».
1. Die Rose stand im Tau. Была росою покрыта роза (ансамбль). 2. Lasst Lautenspiel und Becherklang nicht rasten. Пусть без устали играет лютня и звенят бокалы (хор). 3. Blüth oder Schnee. Цветение или снег (солисты и хор). 4. Gebt mir zu trinken! Дайте мне выпить! (хор). 5. Zürne nicht des Herbstes Wind. Не сердись, осенний ветер (ансамбль). 6. In Somnxer-tagen rüste den Schlitten. Снаряжай сани летом (хор). 7. In Meeres Mitten. Среди моря.
- Охотничьи песни. Пять песен из «Jagdrevier» Г. Лауба, для четырехголосного мужского хора с сопровождением четырех валторн (ad lib.). Jagdlieder. Fünf Gesänge aus H. Laube’s «Jagdrevier». Für vierstimmigen Männerchor mit Begleitung von vier Hörnern (ad lib.). Op. 137, 1849.
1. Zur hohen Jagd. К знатной охоте. 2. Habet Acht! Будь бдительным! 3. Jagdmorgen. Утро охоты. 4. Frühe. Раннее утро. 5. Bei der Flasche. При распитии бутылки.
- Три песни свободы для мужского хора с духовым оркестром (ad lib.).  Drei Freiheitsgesänge für Männerchor mit Begleitung von Harmoniemusik (ad lib.). 1848. Автограф из частного собрания Шарля Малерба попал и библиотеку Парижской консерватории; опубликован в «Revue musicale», 1913, апрель.
1. Zu den Waffen. К оружию (Т. Ульрих). 2. Schwarz-rot-gold. Черно-красно-золотое (Ф. Френлиграт). 3. Freiheitssang. Песня свободы (И. Фюрст).

### 2. Для смешанного хора a cappella
- Пять песен Роберта Бернса, для смешанного хора. Fünf Lieder von Robert Burns, für gemischten Chor. Ор. 55, 1846. Посв.: Лейпцигскому «Liederkranz».
1. Das Hochlandsmädchen. Девушка с гор. 2. Zahnweh. Зубная боль. 3. Mich zieht es nach dem Dörfchen hin. Меня влечет в деревушку. 4. Die gute alte Zeit. Доброе старое время. 5. Hochlandbursch. Горский парень.
- Четыре песни для смешанного хора. Vier Gesänge für gemischten Chor. Op. 59, 1846. Посв.: Раймунду Гертелю[39].
1. Nord oder Süd. Север или юг (К. Паппе). 2. Am Bodensee. На Боденском озере (А. Платен). 3. Jägerlied. Охотничья песня (Э. Мерике). 4. Gute Nacht. Доброй ночи (Ф. Рюккерт).
- Романсы и баллады для смешанного хора (тетрадь 1).  Romanzen und Balladen für gemischten Chor. Op. 67, 1849.
1. Der König von Thule. Фульский король (И. В. Гёте). 2. Schön-Rothtraut, Прекрасная Ротраут (Э. Мерике). 3. Heidenröslein. Дикая розочка (И. В. Гёте). 4. Ungewitter. Непогода (А. Шамиссо). 5. John Anderson. Джон Андерсон (Р. Бернс).
- Романсы и баллады для смешанного хора (тетрадь II). Romanzen und Balladen für gemischten Chor. Ор. 75, 1849.
6. Schnitter Tod (altdeutsches Lied). Косец по имени Смерть (старонемецкая песня). 7. Im, Walde. В лесу (Й. Эйхендорф). 8. Der traurige Jäger. Печальный охотник (Й. Эйхендорф). 9. Der Rekrut. Рекрут (Р. Бернс). 10. Vom verwundeten Knaben (altdeutsch). О раненом мальчике (старонемецкая песня).
- Четыре песни для двойного хора, рассчитанные на исполнение в больших певческих ферейнах.  Vier doppelchörige Gesänge für größere Gesangvereine. Ор. 141, 1849.
1. An die Sterne. К звездам (Ф. Рюккерт). 2. Ungewisses Licht. В полумраке (Й. Цедлиц). 3. Zuversicht. Уверенность (Й. Цедлиц). 4. Talismane. Талисман (И. В. Гёте).
- Романсы и баллады для смешанного хора (тетрадь III).  Romanzen und Balladen für gemischten Chor. Ор. 145. 1849.
11. Der Schmied. Кузнец (Л. Улапд). 12. Die Nonne. Монахиня (неизвестный поэт). 13. Der Sänger. Певец (Л. Уланд). 14. John Anderson. Джон Андерсон (Р. Бернс). 15. Romanze vom Gänsebuben. Романс мальчика, пасущего гусей (с испанского О. Мальсбург).
- Романсы и баллады для смешанного хора (тетрадь IV).  Romanzen und Balladen für gemischten Chor. Ор. 146, 1849.
16. Brautgesang. Свадебная песня (Л. Уланд). 17. Bänkelsänger Willie. Уличный певец Вилли (Р. Бернс). 18. Der Traum. Сон (Л. Уланд). 19. Sommerlied. Летняя песня (Ф. Рюккерт). 20. Das Schifflein. Кораблик (Л. Уланд).
- Песнь пастуха. Двойной канон для двух сопрано и двух теноров.  Hirlengesang. Doppolkanon für je zwei Sopran und Tenor (Аннетта Дросте-Гюльсхоф). 1846.

## VII. Произведения для солистов, хора и оркестра
- «Рай и Пери». Поэма из «Лаллы Рук» Т. Мура.  Для солистов, хора и оркестра. Das Paradies und Peri. Dichtung aus «Lalla Rookh» Th. Moore. Für Solostimmen, Chor und Orchester. Ор. 50, 1841—1843.
I часть — № 1—9 (Индия), II часть — № 10—17 (Египет), III часть — № 18—26 (Сирия).
- Рождественская песня для сопрано соло, хора с сопровождением оркестра (Ф. Рюккерт).  Adventslied für Soprano solo und Chor mit Orchesterbegleitung. Ор. 71, 1848.
- «Геновева». Опера в четырех актах по Тику и Геббелю.  «Genoveva». Oper in vier Akten nach Tieck und Hebbel. Ор. 81, 1847—1848.
- На прощанье. Для хора с сопровождением флейт, гобоев, кларнетов, фагота, валторн (по два) — или фортепиано (на песню Э. Фейхерсдебена). Beim Abschied zu singen. Für Chor mit Begleitung von 2 Flöten, 2 Oboen, 2 Klarinetten, 2 Fagott und 2 Hörnern — oder des Pianoforte. Ор. 84, 1847. Посв.: городу Цвиккау.
- Мотет. «Не отчаивайся в долине скорби» (Ф. Рюккерт).  Motette. «Verzweifle nicht im Schmerzensthal» von Friedrich Rückert. Für doppelten Männerchor mit Begleitung der Orgel (ad lib.). Для двойного мужского хора с органом (ad lib.). Op. 93, 1849 (1-я ред., для хора а cappella), 1852 (2-я ред., с сопровождением).
1. Ziemlich langsam. Lebhaft. 2. Ziemlich langsam. 3. Lebhaft, muthig. 4. Langsam. 5. Freudig, feierlich.
- Реквием по Миньоне из «Вильгельма Мейстера» Гёте. Requiem für Mignon aus Goethes «Wilhelm Meister». Für Chor, Solostimmen und Orchester. Для солистов, хора и оркестра. Ор. 98-б, 1849. № 1—6.
1. Wen bringt ihr uns stillen Gesellschaft; 2. Ach! Wie ungern brachten wir ihn her; 3. Seht die maechtigen Fluegel doch an! 4. In Euch lebe die bildende Kraft; 5. Kinder, kehret ins Leben zurueck! 6. Kinder, eilet ins Leben hinan!
- «Ночная песня» для хора и оркестра (Ф. Геббель).  Nachtlied für Chor und Orchester. Ор. 108, 1849. «Посвящена поэту».
- «Странствие Розы». Сказка по поэме Морица Горна. Для солистов, хора и оркестра.  Der Rose Pilgerfahrt. Märchen nach einer Dichtung von Moritz Hörn. Für Solostimmen, Chor und Orchester. Ор. 112, 1851.
I часть— № 1—10, II часть — № 11—24.
- «Манфред» Драматическая поэма в трех частях лорда Байрона (по немецкому переводу Ф. Сукова). Manfred. Dramatisches Gedicht in drei Abteilungen von Lord Byron. Ор. 115, 1848.

Ouvertüre. Увертюра.
- I часть. 1. Gesang der Geister. Пение духов (сопрано, альт, тенор и бас). 2. Erscheinung eines Zauberbildes. Волшебное явление (мелодрама). 3. Geisterbannfluch. Заклинание духов (соло четырех басов). 4. Alpenkuhreigen. Альпийская пастушеская песня (мелодрама).
II часть. 5. Zwischenaktmusik. Антракт. 6. Rufung der Alpenfee. Призыв альпийской феи (мелодрама). 7. Hymnus der Geister Ariman’s. Гимн духов Аримана (хор). 8. Chor. Хор. 9. Chor. Хор. 10. Beschwörung der Astarte. Заклинание Астарты (мелодрама). И. Man-fred’s Ansprache an Astarta. Обращение Манфреда к Астарте (мелодрама).
III часть. 12 (Мелодрама). 13. Abschied von der Sonne. Прощание с солнцем (мелодрама). 14. (Мелодрама). 15. Schluss-Scene. Klostergesang. Заключительная сцена. Монастырское пение.
- «Королевский сын». Баллада Людвига Уланда, для солистов, хора и оркестра.  Der Königsohn. Ballade von Ludwig Uhland für Solostimmen, Chor und Orchester. Ор. 116, 1851.
- «Проклятие певца». Баллада Людвига Уланда в обработке Рихарда Поля, для солистов, хора и оркестра. Des Sängers Fluch. Ballade nach Ludwig Uhland bearbeitet von Richard Pohl, für Solostimmen, Chor und Orchester. Ор. 139, 1852. Посв.: Иоганнесу Брамсу.
- «О паже и принцессе». Четыре баллады Эмануэля Гейбеля для солистов, хора и оркестра. Vom Pagen und der Königstochter. Vier Balladen von Ema-nuel Geibel für Solostimmen, Chor und Orchester. Ор. 140, 1852.
1. Der alte König zog zu Wald. Старый король отправился в лес. 2. Zwei Reiter reiten vom Königsschloß. Два всадника скачут из королевского замка. 3. Den Runenstein in der Sommernacht umspielen die Wasserfrauen. Летней ночью среди камней с руническими письменами играют русалки. 4. Die Säle funkeln im Königsschloß. Сверкают залы в королевском замке.
- «Счастье Эденгаля». Баллада Людвига Уланда в обработке Л. Газенклевера, для солистов, хора и оркестра. Das Glück von Edenhall. Ballade nach Ludwig Uhland, bearbeitet von L. Hasenclever, für Männerstimmen, Soli und Chor mit Begleitung des Orchesters. Ор. 143, 1853.
- «Новогодняя песня» Фридриха Рюккерта для хора с оркестром. Neujahrslied von Friedrich Rückert für Chor mit Begleitung des Orchesters. Ор. 144, 1849 (инструментована в 1850 году).
- Месса для четырехголосного хора с оркестром.  Op. 147, 1852. Messe für vierstimmigen Chor mit Begleitung des Orchesters.
[1] Kyrie, [2] Gloria, [3] Credo, [4] Offertorium, [5] Sanctus, [6] Agnus Dei.
- Реквием для хора и оркестра. Requiem für Chor und Orchester. Ор. 148, 1852.
1. Requiem aeternam. 2. Те decet hymnus. Kyrie eleison. 3. Dies irae. 4. Liber scriptus. 5. Qui Mariam absolvis. 6. Domine Jesu Christe. 7. Hostias. 8. Sanctus! 9. Benedictus.
- Сцены из «Фауста» Гёте. Для солистов, хора и оркестра.  Szenen aus Goethes «Faust». Für Solostimmen, Chor und Orchester. 1844—1853 (без обозначения опуса).
I часть. № 1. Scene im Garten. Сцена в саду. № 2. Gretchen vor dem Bild der mater dolorosa. Гретхен (Маргарита) перед изваянием скорбящей божьей матери. № 3. Scene im Dom. Сцена в соборе.
II часть. № 4. Ariel. Sonnenaufgang. Ариель. Восход солнца. № 5. Mitternacht. Vier graue Weiber treten auf. Полночь. Появление четырех седых женщин. № 6. Faust’s Tod. Смерть Фауста.
III часть. № 1. Chor. Heilige Anachoreten. Хор. Святые отшельники. № 2. Tenore solo. Pater Ecstatikus. Тенор соло. Отец Восторженный. № 3. Basso solo. Pater Profundus. Бас соло. Отец Углубленный. № 4. Chor. Engel. Хор. Ангелы. № 5. Doctor Marianus. Доктор Марианус (соло). № 6. Сцена. № 7. Chorus mysticus. Мистический хор.